# Justyna Bąk
Justyna Bąk, poljska atletinja, * 1. avgust 1974, Biłgoraj, Poljska.
Ni nastopila na poletnih olimpijskih igrah. Štirikrat je osvojila naslov poljske državne prvakinje v teku na 5000 m. 5. junija 2002 je postavila svetovni rekord v teku na 3000 m z zaprekami s časom 9:22,29, ki je veljal en teden.